# Cerkiew Podwyższenia Krzyża Pańskiego w Seroczynie
Cerkiew Podwyższenia Krzyża Pańskiego w Seroczynie – cerkiew w Seroczynie wzniesiona na przełomie XVIII i XIX w., obecnie nieużytkowana.
Pierwsza cerkiew prawosławna w Seroczynie została wzniesiona w pierwszej połowie XVI w. Po stu latach, w ramach postanowień unii brzeskiej przeszła na własność parafii unickiej (greckokatolickiej). W 1670 na jej miejscu Zbigniew Ossoliński ufundował nową świątynię tego samego wyznania. W końcu XVIII w. lub na początku XIX w. Stanisław Ossoliński sfinansował wzniesienie trzeciej cerkwi na tym samym miejscu. W 1822 i 1849 była ona remontowana; drugiej renowacji towarzyszyło wstawienie organów.
Wskutek likwidacji unickiej diecezji chełmskiej w 1875 unicka parafia seroczyńska powróciła do prawosławia i przymusowo przeszła do Rosyjskiego Kościoła Prawosławnego. W 1878 przeprowadzono gruntowny remont cerkwi, w czasie którego przebudowano obiekt, wstawiono ikonostas, zbudowano w sąsiedztwie świątyni dzwonnicę z trzema dzwonami. 18 marca 1879 miała miejsce ponowna konsekracja budynku. W 1888 po kolejnym remoncie obiekt był wyświęcany po raz kolejny.
Po I wojnie światowej i odzyskaniu niepodległości przez Polskę majątek parafii prawosławnej w Seroczynie znalazł się pod zarządem państwowym, zaś w grudniu 1918, na mocy rozporządzenia rzymskokatolickiego biskupa podlaskiego Henryka Przeździeckiego przekazany miejscowej społeczności rzymskokatolickiej. Obiekt pełnił funkcje kościoła do 1993, gdy oddano do użytku nową świątynię tego wyznania. Od tego czasu stoi pusty. W nowym kościele stoją wszystkie ołtarze ze starego budynku: główny, rokokowy (2. poł. XVIII w.) oraz dwa boczne, barokowe. Ambonę natomiast pozostawiono w starym kościele.

## Położenie na szlakach
Obiekt znajduje się na Pętli Siedleckiej szlaku Skarby Mazowsza.